# Awraham Ja’ari
Awraham Ja’ari, Abraham Jaari (hebr. אברהם יערי) (ur. jako Abraham Wald 5 sierpnia 1899 w Dzikowie, zm. 13 października 1966 w Izraelu) – izraelski bibliograf, historyk, tłumacz i bibliotekarz. Specjalizował się w badaniu dziejów Jiszuwu i dziejów Żydów Wschodu.

## Życiorys
Otrzymał zarówno tradycyjne żydowskie (jesziwa), jak i świeckie wykształcenie. W 1920 roku wraz z bratem wyemigrował do Palestyny, tam zmienili swoje nazwisko na Ja’ari („Wald” oznacza „las” w jidysz , „Ja’ar” ma to samo znaczenie w języku hebrajskim).

### Praca naukowa
Zajmował się pracą literacką, bibliografią i historią Żydów w Palestynie. Znalazł wiele wcześniej nieznanych ksiąg hebrajskich. Publikował listy, wspomnienia, notatki podróżników z nieznanych wcześniej rękopisów, opatrując ich bibliograficznym opisem ze szczegółowymi artykułami wprowadzającymi.
Wśród wielu opracowań bibliograficznych opracował i opublikował:
- Bibliografia Hagady Paschalnej
- Bibliografia Dramaturgii Hebrajskiej
- Bibliografia Literatury w Ladino
- Bibliografia literatury rolniczej w języku hebrajskim
- Pamiętniki Ziemi Izraela (1947) – zbiór wspomnień Żydów, którzy przenieśli się do Palestyny lub założyli w niej nowe miasta, osiedla, przedsiębiorstwa – od XVII w. do lat 30. XX wieku, w dwóch tomach
- „Posłańcy Ziemi Izraela” (1950) zapiski wielu „ szlichim [en] ”, którzy podróżowali do społeczności diaspory, aby zbierać datki na potrzeby społeczności żydowskiej w Palestynie, od początku nowej ery do XIX w. włącznie
- Listy z Ziemi Izraela (1946) to zbiór listów wysyłanych z Izraela do społeczności diaspory od czasów starożytnych do XIX wieku włącznie
- Podróże po ziemi Izraela (1946) – wspomnienia podróżników, którzy odwiedzili ziemię Izraela